# Fejes Szandra
Fejes Szandra (Budapest, 1987. július 29. –) magyar énekesnő, színésznő. A Társulat című tehetségkutató egyik győztese. 

## Életpályája
2007-2010 között Bánfalvy Ági színistúdiójában tanult. 2016-ban részt vett az X-Faktor című tehetségkutató hatodik évadában a 25 év felettiek kategóriájában, ahol végül az 5. élő show-ban búcsúzott, így végül az 5. helyen végzett. Az évadban rekordot állított fel annak tekintetében, hogy négy alkalommal is párbajozni kényszerült. Utolsó, egyetlen vesztes párbaján Régi vágy című saját dalával lépett színpadra.

## Színházi szerepei
| Darab                  | Szerep                 | Színház                          | Bemutató             |
| ---------------------- | ---------------------- | -------------------------------- | -------------------- |
| Valahol Európában      | gyerekszereplő, táncos | Városmajori Szabadtéri Színpad   | 2004                 |
| Álarcosbál             | gyerekszereplő, táncos | Városmajori Szabadtéri Színpad   | 2005                 |
| A muzsika hangja       | Zsófia nővér           | Városmajori Szabadtéri Színpad   | 2006. június 10.     |
| István, a király       | Táltosasszony          | Papp László Budapest Sportaréna  | 2008. június 18.     |
| PopShow                | Szandra                | Nyugati Teátrum                  | 2008. november 18.   |
| Nyomorultak            | Madame Thenardier      | Kecskeméti Katona József Színház | 2010. szeptember 24. |
| A víg özvegy           | Praskovja              | Kecskeméti Katona József Színház | 2011                 |
| Winnetou               | Varázslónő             | Kecskeméti Katona József Színház | 2011                 |
| Átváltozások           | Őrült operaénekes      | Kecskeméti Katona József Színház | 2011                 |
| A kétbalkezes varázsló | Nő                     | Kecskeméti Katona József Színház | 2012                 |
| Újvilág Passió         | Veronika               | Kecskeméti Katona József Színház | 2012                 |
| Lesz Vigasz?           | Szandra                | Kecskeméti Katona József Színház | 2012                 |
| Bors néni              | szereplő               | Kecskeméti Katona József Színház | 2012                 |
| Doctor Herz            | Sally                  | Kecskeméti Katona József Színház | 2012                 |